# Eusparassus nanjianensis
Eusparassus nanjianensis är en spindelart som först beskrevs av Hu och Fu 1985.  Eusparassus nanjianensis ingår i släktet Eusparassus och familjen jättekrabbspindlar. Inga underarter finns listade i Catalogue of Life.